# Teofil Lenartowicz
Teofil Aleksander Lenartowicz herbu Pobóg (ur. 27 lutego 1822 w Warszawie, zm. 3 lutego 1893 we Florencji) – polski poeta romantyczny, etnograf, rzeźbiarz i konspirator. Członek honorowy Towarzystwa Muzeum Narodowego Polskiego w Rapperswilu (od 1890).

## Życiorys

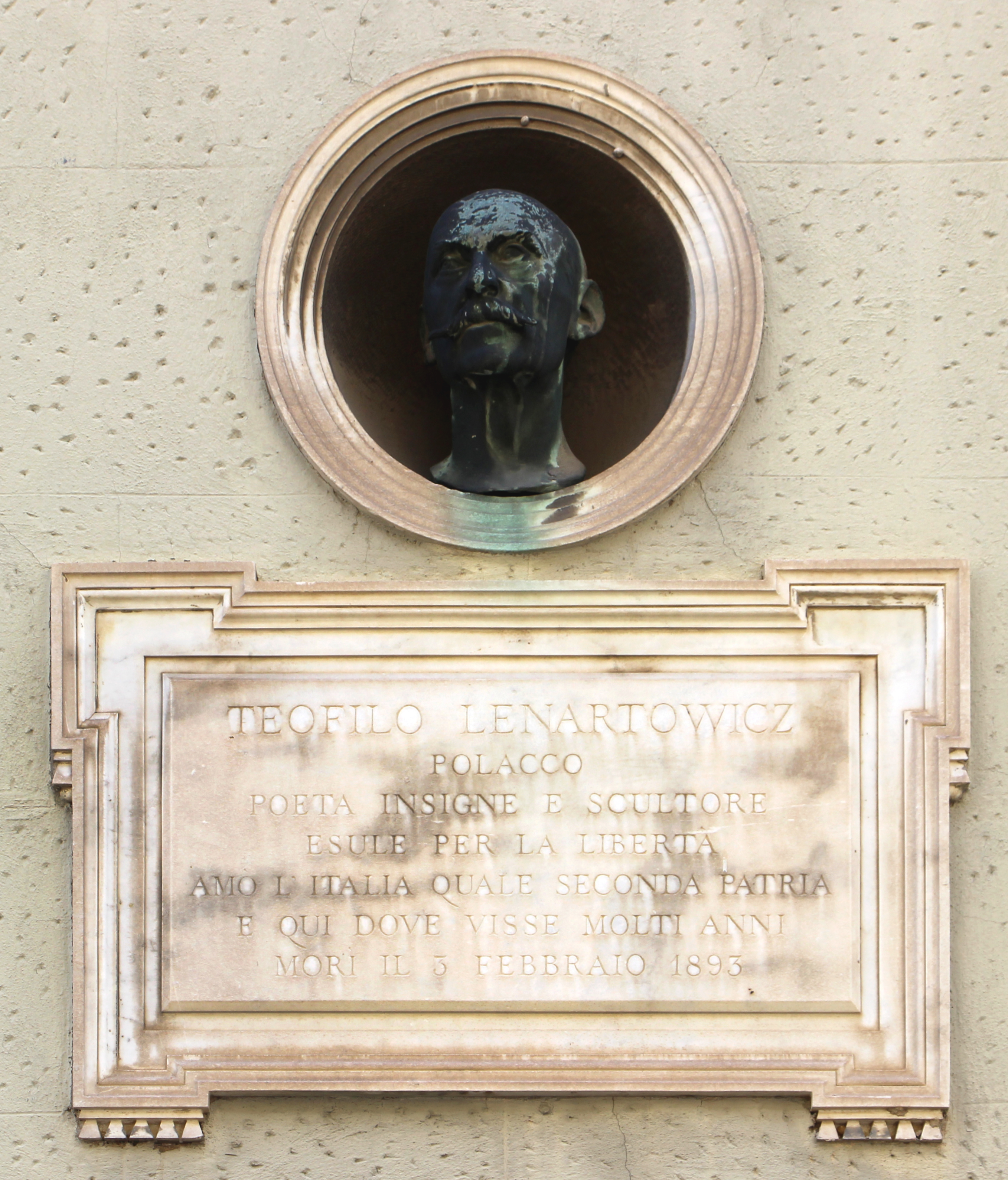
Tablica upamiętniająca Teofila Lenartowicza we Florencji

Pochodził z drobnoszlacheckiej rodziny Lenartowiczów herbu Pobóg. Był synem Karola, mistrza murarskiego (w przeszłości uczestnika insurekcji kościuszkowskiej) i Marii Kwasieborskiej herbu Cholewa. Ożenił się z Zofią Szymanowską herbu Młodzian (zm. 1870), przyrodnią siostrą Celiny Szymanowskiej, żony Adama Mickiewicza z którą miał syna Jana.
Związany był ze środowiskiem Cyganerii Warszawskiej oraz „Entuzjastów” i „Entuzjastek”. Współredagował akademickie pismo „Dzwon Literacki” i publikował w „Bibliotece Warszawskiej”. Zaprzyjaźnił się z Ignacym Komorowskim, kompozytorem, który napisał muzykę do kilku wierszy Lenartowicza. Przyjaźń z Cyprianem Kamilem Norwidem dość szybko zakończyła się ze względu na zasadnicze różnice ideowe między poetami. Współpracował z Romanem Zmorskim, a także z Oskarem Kolbergiem, któremu towarzyszył w podróży po Galicji. Podczas tych wędrówek, prawdopodobnie w 1842 r., gościł w Gliniku Mariampolskim u Wincentego Pola, który czytał Lenartowiczowi fragmenty rękopisu „Pieśni o ziemi naszej”.
Uczestniczył w konspiracji i powstaniu 1848 roku, w związku z czym w 1849 r. musiał uchodzić do Drezna. W 1852 przeniósł się do Paryża, a następnie w 1856 do Włoch, gdzie w 1860 osiadł we Florencji. Na emigracji m.in. wykładał literaturę słowiańską, w tym przez kilka lat prowadził wykłady z literatury polskiej w Bolonii. W latach 1888–1893 był członkiem honorowym Poznańskiego Towarzystwa Przyjaciół Nauk. Przyjaźnił się z Elżbietą Bośniacką, korespondował z malarzem Juliuszem Kossakiem. Został pochowany w Krypcie Zasłużonych na Skałce w Krakowie.
Ze względu na fascynację folklorem z rejonu Mazowsza (co uczynił motywem naczelnym swojej poezji) sam siebie nazywał Mazurzyną, biednym Mazurzyną lub lirnikiem mazowieckim. Nie jest wykluczone jednak, że w czasie galicyjskiej wędrówki odwiedził również Tatry. Może na to wskazywać wiersz pt. Strzelec (Biblioteka Warszawska t. 3, 1843, s. 568), będący jednym z pierwszych, wiernych przedstawień Morskiego Oka w poezji polskiej.

## Twórczość
Tworzył wiersze patriotyczne i religijne, poematy historyczne oraz liryki oparte na folklorze mazowieckim, a także rzeźby portretowe, nagrobki. Jako poeta debiutował w 1841 r. W 1847 r. w „Dzienniku Mód Paryskich” opublikował poemat Pierwsze przedstawienie Hamleta.
Wydany w 1855 r. tomik o znamiennym tytule „Lirenka” (wyd. Księgarnia J. K. Żupańskiego w Poznaniu) uczynił go ulubieńcem całej Polski. Jak pisał Juliusz Kleiner, „Nigdy jeszcze w naszej poezji artystycznej nie zabrzmiały tak czysto i tak wyraziście tony ludowe jak w Lirence i w Nowej Lirence. (...) Dźwięczność wiersza i świetlistość obrazowania zespolił Lenartowicz z prostotą i bezpośredniością uczucia. Promieniami poezji ozłacał twardą, codzienną pracę chłopa mazurskiego.” Najbardziej znanym jego wierszem z tomu „Lirenka” jest „Złoty kubek” – oparty na staropolskiej kolędzie utwór, w którym dziecko prosi „Złotniczeńka” o zrobienie złotego kubka ze złotych jabłek opadłych ze złotej jabłoni. Kubek ma być zdobiony obrazami przedstawiającymi wyidealizowaną polską wieś. Ze względu na bogatą symbolikę złota utwór ten może być odczytywany na wiele różnych sposobów. O wierszu tym pochlebnie wypowiadał się Norwid, a Maria Pawlikowska-Jasnorzewska nawiązuje do „Złotego kubka” w wierszu „Lenartowicz”.
Poza tym Lenartowicz napisał między innymi: „Dwaj Towiańczycy”, w którym opisuje śmierć Michała Szweycera (przez pomyłkę nazywając go Ludwikiem Szwejcerem) i Adolfa Rozwadowskiego, „Moje strony”, „Rosła kalina” („z liściem szerokim (...)”, niezwykle popularna z muzyką Ignacego Komorowskiego), „Tęsknota”, „Wiersz do poezji”, „Duch sieroty”, „Jan Kochanowski”, „Lirnik. Baśń”, „Łzy”, „Czajka”, „Pustota”, „O powrocie do kraju”, „Zaproszenie”, „Staruszek”. Poemat liryczno-epicki „Bitwa racławicka”, ukończony w r. 1858, a w rok później wydany w Paryżu, legł u podstaw „ludowego” mitu o zwycięskiej batalii kościuszkowskiej, a wyjątkową popularność tego utworu przypisać należy widowisku dramatycznemu Władysława L. Anczyca „Kościuszko pod Racławicami” (1881), wystawianemu z wielkim aplauzem, szczególnie na scenach amatorskich, aż do 1939 roku. Najprawdopodobniej był on również w 1892 r. inspiracją do malarskiego projektu Panoramy racławickiej.
Twórczość poetycka Lenartowicza, w początkowym okresie niezwykle popularna, była jednak sztuką prostą, ludową i szybko popadła w zapomnienie, kiedy gusty czytelników zaczęły się zmieniać. Norwid określił go krótkim epitetem „Dant na fujarce”. Znacznie później Juliusz Kleiner powiedział o Lenartowiczu, iż „rosnąca ambicja literacka wiodła go nieraz do tematów i do form przerastających poziom jego talentu”. Julian Krzyżanowski pisał o nim jako o „liryku z łaski bożej”, dodając zresztą: „Brak głębszej kultury intelektualnej sprawił, iż Lenartowicz, prymitywizmem czarujący swych pierwszych czytelników, sztukę prymitywną uprawiał przez lat pięćdziesiąt, i na tym właśnie polega jego tragedia”.

### Wybrane dzieła
- Polska ziemia (w obrazkach) (1848–1850)[12][13] – tom poezji
- Mały światek (1851) – poemat
- Lirenka (1855)[14] – tom poezji
- Gladiatorowie (1857) – poemat
- Nowa lirenka (1859) – tom poezji
- Bitwa racławicka (1859) – poemat
- Echa Nadwiślańskie (1872) – poezje
- Wanda (1876) – poemat

## Upamiętnienie
- Tablica pamiątkowa na budynku przy ul. Garbarskiej 7 w Warszawie, gdzie znajdował się dom, w którym urodził się Teofil Lenartowicz[15].
- Wiersz Kazimierza Przerwy-Tetmajera zatytułowany „Na pogrzeb Teofila Lenartowicza”[16].